# Cuiciuna rectilinea
Cuiciuna rectilinea är en skalbaggsart som först beskrevs av Bates 1881.  Cuiciuna rectilinea ingår i släktet Cuiciuna och familjen långhorningar. Inga underarter finns listade i Catalogue of Life.